# Riesenberg (Pfalz)
Der Riesenberg ist ein 517,4 Meter hoher Berg im Pfälzerwald.

## Geographie

### Lage
Der Berg liegt größtenteils auf der Gemarkung von Elmstein, lediglich ein Teil der Nordwestflanke gehört zu Waldleiningen. Er ist Teil eines langgestreckten Höhenzuges. Nordöstlich erstreckt sich der Leiterberg, südöstlich der Mückenberg und westlich der 459,8 Meter hohe Eulenkopf. Südlich des Riesenbergs erstreckt sich der Elmsteiner Ortsteil Speyerbrunn. 
An seinem Südosthang entspringt der Enkenbach und an seinem Osthang der Weltersbach.

### Naturräumliche Zuordnung
1. Großregion 1. Ordnung: Schichtstufenland beiderseits des Oberrheingrabens
2. Großregion 2. Ordnung: Pfälzisch-saarländisches Schichtstufenland
3. Großregion 3. Ordnung: Pfälzerwald
4. Region 4. Ordnung (Haupteinheit): Mittlerer Pfälzerwald
5. Region 5. Ordnung: Frankenweide

## Geschichte
1737 ließ der Forstmeister Ludwig Anton von Hacke den über den Berg führenden sogenannten Riesenberger Weg zur Erleichterung des Holztransportes errichten.

## Natur und Kultur
Die etwa 235 Hektar große Kernzone Enkenbachtal des Naturpark Pfälzerwald erstreckt sich größtenteils über den Riesenberg.
Am Südwesthang des südlichen Ausläufers des Riesenbergs befindet sich der Ritterstein 122. Bei ihm handelt es sich um eine Inschrift, die am sogenannten Pestfelsen am Waldfahrweg vom Stüterhof nach Speyerbrunn angebracht wurde.

## Verkehr
Entlang seiner Nordwestflanke verläuft die Bundesstraße 48 und entlang seiner äußersten Südflanke die Landesstraße 499.

## Tourismus
Entlang seiner Südflanke verläuft der Fernwanderweg Saar-Rhein-Main. Mitten über den Berg führen der Fernwanderweg Nahegau-Wasgau-Vogesen und ein Wanderweg, der mit einem grünen Kreuz markiert ist und der bis nach Freinsheim verläuft.